# Bernhard Maaz
Bernhard Maaz (* 1961 Jena) je německý historik umění, muzejní kurátor, od roku 2015 generální ředitel Bayerische Staatsgemäldesammlungen.

## Život
Bernhard Maaz studoval v letech 1981–1986 historii umění a archeologii na Univerzitě v Lipsku.
V roce 1986 se stal vědeckým pracovníkem Staatliche Museen zu Berlin. Zde měl na starosti sochařství 19. století. V roce 1991 získal doktorát za disertační práci o sochaři Christianu Friedrichu Tieckovi. Jako stavební konzultant byl mimo jiné zodpovědný za renovaci staré Národní galerie, která byla dokončena v roce 2001 a za nové expozice. Byl kurátorem výstav soch, maleb a kreseb, převážně 19. století, v Německu i v zahraničí. Od roku 2003 do roku 2009 byl ředitelem Staré národní galerie (Alte Nationalgalerie) a poté zástupcem ředitele Národní galerie v Berlíně (Nationalgalerie, Berlin).
Martin Roth, tehdejší generální ředitel Drážďanských muzeí, přizval roku 2007 znalce a organizátora výstav Bernharda Maaze jako kurátora bruselské výstavy "Pohledy na Evropu" a snažil se získat ho pro vedení drážďanských sbírek. Od 1. ledna 2010 dalších více než pět let působil jako ředitel Kupferstich-Kabinett a Gemäldegalerie Alte Meister v Drážďanech a po sloučení drážďanských sbírek byl náměstkem generálního ředitele Staatliche Kunstsammlungen Dresden. Byl také zodpovědný za rekonstrukci Semperovy galerie v Drážďanech.
Od 1. dubna 2015 je generálním ředitelem bavorských Státních uměleckých sbírek (Bayerische Staatsgemäldesammlungen). Je autorem řady publikací o malířství, sochařství a muzejních budovách. Jako kurátor výstav působil v Bruselu, Dublinu, Berlíně, Mnichově, Brémách a Drážďanech.